# Masako Izumi
Pour les articles homonymes, voir Izumi (homonymie).
Masako Izumi (和泉雅子, Izumi Masako), née le 31 juillet 1947 à Ginza et morte le 9 juillet 2025 à Tokyo, est une actrice et chanteuse japonaise. Elle devient la première Japonaise à atteindre le pôle Nord en 1989.

## Biographie
Masako Izumi commence sa carrière d'actrice à l'âge de 11 ans au sein de la troupe de théâtre Gekidan Wakakusa puis dans la troupe de Yanagiya Kingorō (ja). Trois ans plus tard, en 1961, elle entre à la Nikkatsu et devient l'une des trois actrices emblématiques du studio, surnommées « Nikkatsu sannin musume », aux côtés de Sayuri Yoshinaga et Chieko Matsubara,.

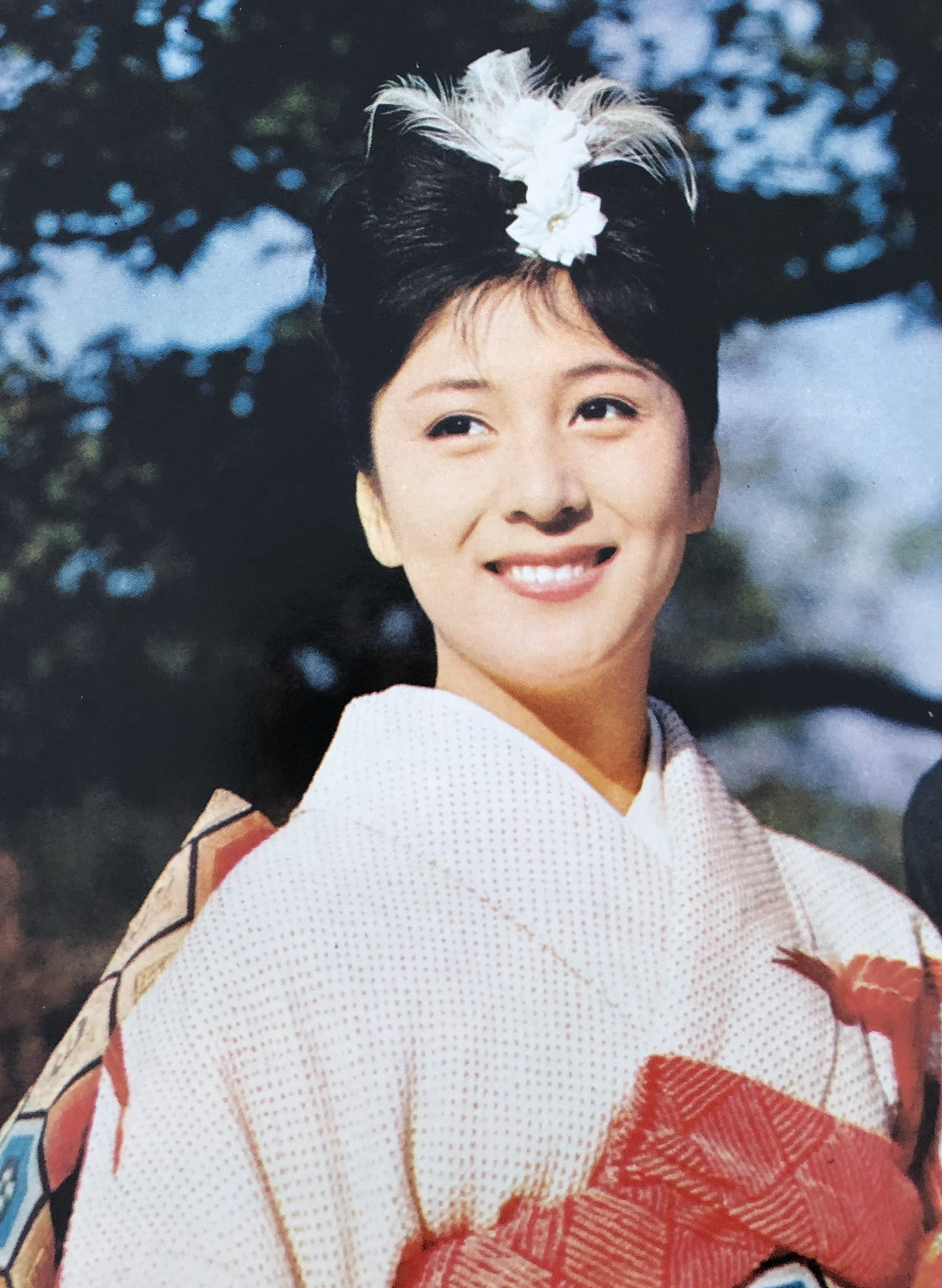
Masako Izumi en 1965.

Au cours de sa carrière, elle est apparue dans près de 90 films entre 1958 et 1984. Parmi ses rôles les plus notables, on peut citer celui d'une adolescente rebelle dans Une jeune fille à la dérive de Kirio Urayama en 1963, qui a remporté le prix d'or au Festival international du film de Moscou. À l'écran, elle partage souvent la vedette avec Hideki Takahashi ou Mitsuo Hamada.
En 1966, sa chanson Futari no Ginza, interprétée en duo avec l'acteur Ken Yamauchi (ja), est un grand succès populaire.
En 1985, elle se lance dans une première expédition pour rejoindre le Pôle Nord mais elle doit abandonner à 148 kilomètres de son objectif, une hausse des températures provoquant un élargissement des fissures dans la glace. Quatre ans plus tard, en 1989, sa seconde tentative est couronnée de succès. Partie de l'île Ward Hunt, elle parcourt 800 kilomètres en 62 jours et elle devient ainsi la deuxième femme au monde et la première Japonaise à atteindre le pôle Nord,,. Ces deux expéditions l'on laissée fortement endettée.
Atteinte d'un cancer, Masako Izumi meurt à l'âge de 77 ans, le 9 juillet 2025, à son domicile de Tokyo,.

## Filmographie

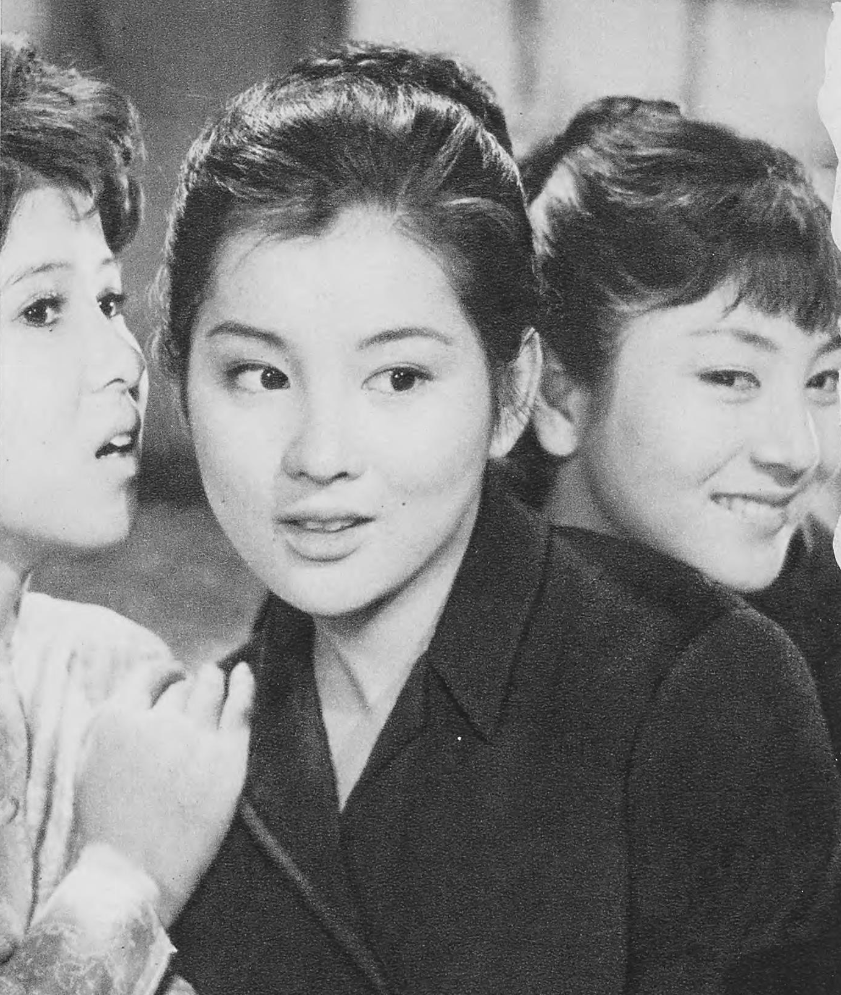
Yukiyo Toake, Sayuri Yoshinaga et Masako Izumi dans La Mer étincelante (1963).

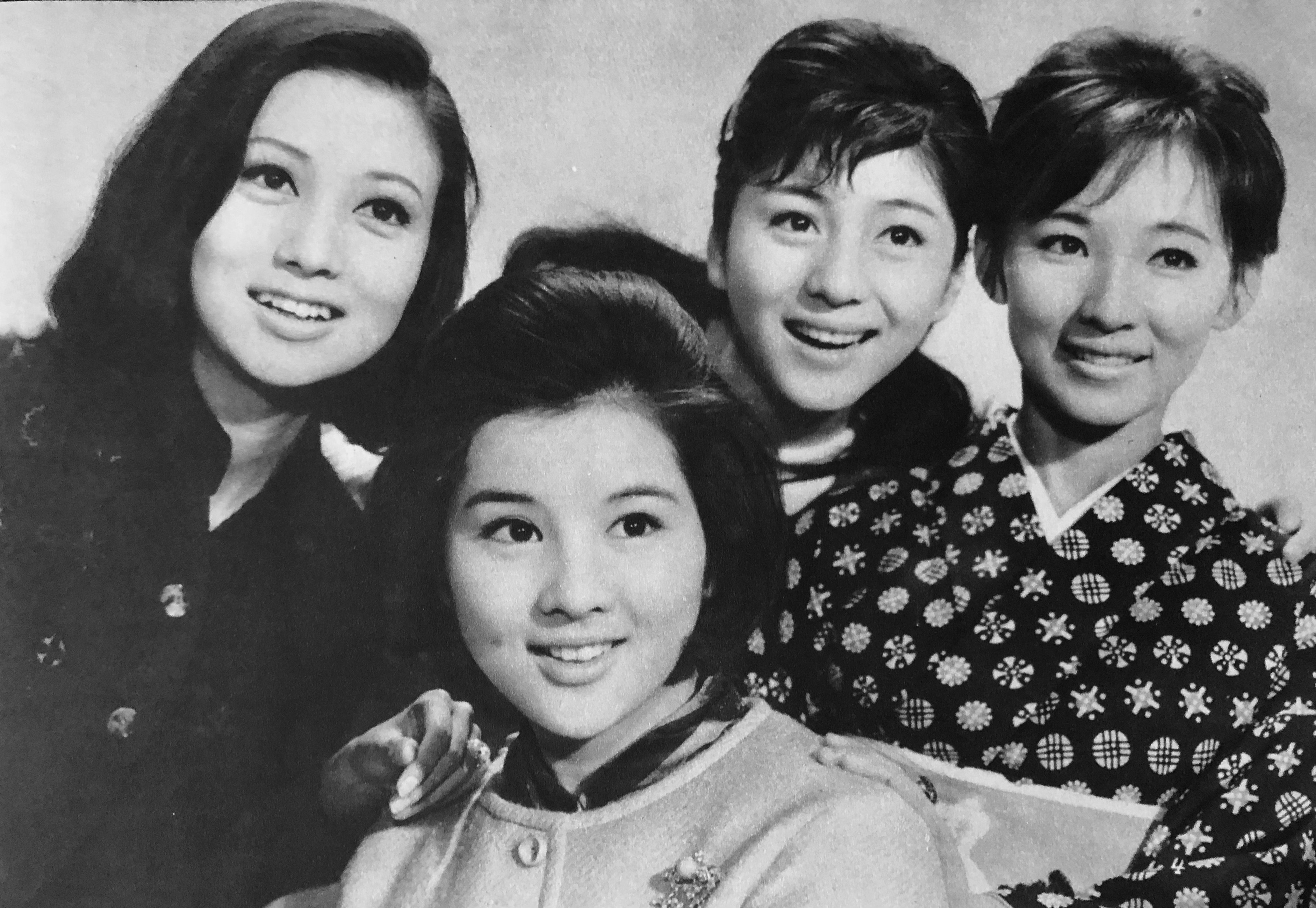
Ruriko Asaoka, Sayuri Yoshinaga, Masako Izumi et Izumi Ashikawa dans Wakakusa monogatari (1964).

Sauf indication contraire, la filmographie de Masako Izumi est établie à partir de la base de données JMDb.

### Années 1950
- 1958 : Kōjō no tsuki (荒城の月?) de Katsuhito Inomata (ja)[9]
- 1959 : Rafale de neige (風花, Kazabana?) de Keisuke Kinoshita[10]

### Années 1960
- 1961 : Ankokugai no shizukana otoko (暗黒街の静かな男?) de Toshio Masuda
- 1961 : Kā-chan umi ga shitteru yo (母あちゃん海が知ってるよ?) de Buichi Saitō
- 1961 : Zurari oretacha yōjinbō (ずらり俺たちゃ用心棒?) d'Akinori Matsuo
- 1962 : Hitotsu no inochi (ひとつのいのち?) de Kenjirō Morinaga
- 1962 : Ginza no koi no monogatari (銀座の恋の物語?) de Koreyoshi Kurahara
- 1962 : Dai hyōgen (大氷原?) de Buichi Saitō
- 1962 : Wakai tsume ato (若い爪あと?) de Yoshitsugu Nakajima
- 1962 : Wakamono ni yume ari (若者に夢あり?) d'Akinori Matsuo
- 1962 : Taiyō to hoshi (太陽と星?) de Yōichi Ushihara
- 1962 : Wakakute warukute sugoi koitsura (若くて、悪くて、凄いこいつら?) de Kō Nakahira
- 1962 : Hageshii kawa (激しい河?) de Yōichi Ushihara
- 1963 : Umi no taka (海の鷹?) de Takumi Furukawa
- 1963 : L'Innocence outragée (泥だらけの純情, Dorodarake no junjō?) de Kō Nakahira : Kazue
- 1963 : Sora no shita tōi yume (空の下遠い夢?) de Yōichi Ushihara
- 1963 : Une jeune fille à la dérive (非行少女, Hiko shōjo?) de Kirio Urayama : Wakae Kita
- 1963 : Kawakkaze yarō tachi (川っ風野郎たち?) de Mitsuo Wakasugi (ja)
- 1963 : Kōkan nikki (交換日記?) de Kenjirō Morinaga
- 1963 : L'Emblème de l'homme (男の紋章, Otoko no monshō?) d'Akinori Matsuo
- 1963 : Eden no umi (エデンの海?) de Katsumi Nishikawa
- 1963 : Akutarō, l'impénitent (悪太郎, Akutarō?) de Seijun Suzuki
- 1963 : Sono hito wa tōku (その人は遠く?) de Kiyoshi Horiike (ja)
- 1963 : Zoku otoko no monshō (続男の紋章?) d'Akinori Matsuo
- 1963 : Dorodarake no inochi (泥だらけのいのち?) de Kiyoshi Horiike (ja)
- 1963 : La Mer étincelante (光る海, Hikaru umi?) de Kō Nakahira : Kumiko Hayama
- 1963 : Otoko no monshō: Fūun futatsu ryū (男の紋章 風雲双つ竜?) d'Akinori Matsuo
- 1964 : Seijuku suru kisetsu (成熟する季節?) de Buichi Saitō
- 1964 : Kon'nichiwa akachan (こんにちは赤ちゃん?) de Motomu Ida
- 1964 : Hanayome wa jūgo sai (花嫁は十五才?) de Mio Ezaki
- 1964 : Wakai minato (若い港?) de Nozomu Yanase (ja)
- 1964 : Shin otoko no monshō: Dokyō ichiban (新・男の紋章 度胸一番?) d'Eisuke Takizawa
- 1964 : Ā seishun no mune no chi wa (あゝ青春の胸の血は?) de Kenjirō Morinaga
- 1964 : Otoko no monshō: Hana to nagadosu (男の紋章 花と長脇差?) d'Eisuke Takizawa
- 1964 : Otoko no monshō: Kenka-jō (男の紋章 喧嘩状?) de Motomu Ida
- 1964 : Wakakusa monogatari (若草物語?) de Kenjirō Morinaga
- 1965 : Aishi nagara no wakare (愛しながらの別れ?) de Mio Ezaki
- 1965 : Kitaguni no machi (北国の街?) de Nozomu Yanase (ja)
- 1965 : Otoko no monshō: Kenka kaidō (男の紋章 喧嘩街道?) d'Eisuke Takizawa
- 1965 : Ochiba no honō (落葉の炎?) de Masuo Maeda
- 1965 : Namida o arigatō (涙をありがとう?) de Kenjirō Morinaga
- 1965 : Tosei ichidai (渡世一代?) de Buichi Saitō
- 1965 : Otoko no monshō: Ruten no okite (男の紋章 流転の掟?) d'Eisuke Takizawa
- 1965 : Histoire d'Akutaro : né sous une mauvaise étoile (悪太郎伝 悪い星の下でも, Akutarō den: Warui hoshi no shita demo?) de Seijun Suzuki
- 1965 : Chi to umi (血と海?) de Takashi Nomura (ja)
- 1965 : Otoko no monshō: Ore wa kiru (男の紋章 俺は斬る?) de Motomu Ida
- 1965 : La Vie d'un tatoué (刺青一代, Irezumi ichidai?) de Seijun Suzuki : Midori Kinoshita
- 1965 : Kōgen no ojōsan (高原のお嬢さん?) de Nozomu Yanase (ja)
- 1965 : Yottsu no koi no monogatari (四つの恋の物語?) de Katsumi Nishikawa
- 1966 : Otoko no monshō: Ryūko mujō (男の紋章 竜虎無情?) d'Akinori Matsuo
- 1966 : Tekkaba jingi (鉄火場仁義?) de Motomu Ida
- 1966 : Ōzora ni kanpai (大空に乾杯?) de Buichi Saitō
- 1966 : Aishū no yoru (哀愁の夜?) de Katsumi Nishikawa
- 1966 : Nippon ninkyō-den: Chimatsuri kenkajō (日本仁侠伝 血祭り喧嘩状?) de Toshio Masuda
- 1966 : Tomo o okuru uta (友を送る歌?) de Katsumi Nishikawa
- 1966 : Nippon ninkyō-den: Hana no toseinin (日本仁侠伝 花の渡世人?) de Haruyasu Noguchi
- 1966 : Zesshō (絶唱?) de Katsumi Nishikawa
- 1966 : Watashi wa nakanai (私は泣かない?) de Kenji Yoshida
- 1966 : Oyuki-san (おゆきさん?) de Noboru Kaji (ja)
- 1967 : Seishun no umi (青春の海?) de Shōgorō Nishimura
- 1967 : Futari no Ginza (二人の銀座?) de Noboru Kaji (ja)
- 1967 : Yūhi ga naiteiru (夕陽が泣いている?) de Kenjirō Morinaga
- 1967 : Owarinaki inochi o (終りなき生命を?) de Kenji Yoshida
- 1967 : Hana to kaijitsu (花と果実?) de Kenjirō Morinaga
- 1967 : Taiketsu (対決?) de Toshio Masuda
- 1967 : Tokyo Night (東京ナイト, Tōkyō naito?) de Noboru Kaji (ja)
- 1967 : Kimi wa koibito (君は恋人?) de Buichi Saitō
- 1968 : Za Supaidāsu no dai-shingeki (ザ・スパイダースの大進撃?) de Kō Nakahira
- 1968 : Hana no koibitotachi (花の恋人たち?) de Buichi Saitō
- 1968 : Hoshikage no hatoba (星影の波止場?) de Shōgorō Nishimura
- 1968 : Seishun no kaze (青春の風?) de Shōgorō Nishimura
- 1968 : Musume no kisetsu (娘の季節?) de Hiromi Higuchi
- 1968 : Shōwa no inochi (昭和のいのち?) de Toshio Masuda
- 1968 : Ā himeyuri no tō (あゝひめゆりの塔?) de Toshio Masuda
- 1969 : Hana hiraku musume tachi (花ひらく娘たち?) de Buichi Saitō
- 1969 : Namida no kisetsu (涙の季節?) de Yūji Tanno (ja)
- 1969 : Yoru no mesu: Toshiue no onna (夜の牝　年上の女?) de Katsumi Nishikawa
- 1969 : Bakuto hyakunin (博徒百人?) de Takashi Nomura (ja)
- 1969 : Arakure (あらくれ?) de Yasuharu Hasebe
- 1969 : Arai umi (荒い海?) de Tokujirō Yamazaki (ja) : Mitsuko
- 1969 : Kenka bakuto: Jigoku no hanamichi (喧嘩博徒 地獄の花道?) d'Akinori Matsuo

### Années 1970
- 1970 : Botan to ryū (牡丹と竜?) de Masahiro Makino
- 1970 : Abare chōhan (あばれ丁半?) de Mio Ezaki
- 1970 : Hana no tokkōtai: Ā sen'yū yo (花の特攻隊　あゝ戦友よ?) de Kenjirō Morinaga
- 1970 : Doninki kazeno tengu (土忍記 風の天狗?) de Keiichi Ozawa
- 1971 : Sensō to ningen II: Ai to kanashimino sanga (戦争と人間　第二部　愛と悲しみの山河?) de Satsuo Yamamoto
- 1971 : Gyakuen mittsu sakazuki (逆縁三つ盃?) de Takashi Nomura (ja)
- 1971 : Asagiri (朝霧?) de Kenji Yoshida

### Années 1980
- 1984 : Kimi wa kaze no yō ni (きみは風のように?) de Shinji Murayama (ja)